# Krzysztof Kowalewski

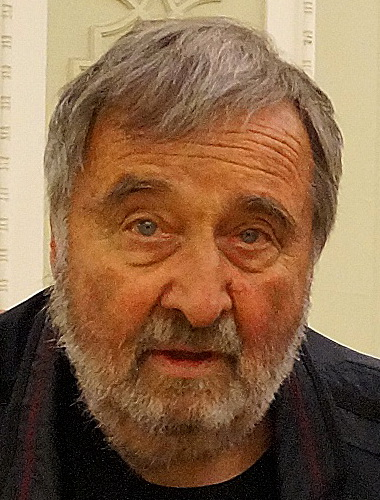
Krzysztof Kowalewski (2018)

Krzysztof Kowalewski (* 20. März 1937 in Warschau; † 6. Februar 2021 in Warschau) war ein polnischer Schauspieler.

## Leben
Kowalewski absolvierte seine Schauspielausbildung an der Staatlichen Schauspielschule PWST in Warschau und erhielt 1960 sein Diplom. Er spielte seit 1960 an diversen Warschauer Theatern. Seit 1977 war er Ensemblemitglied des Teatr Współczesny in Warschau. 1960 hatte er einen ersten kleinen Filmauftritt in Die Kreuzritter von Aleksander Ford und spielte seitdem in über 90 Film- und Fernsehproduktionen. Kowalewski war vor allem als Komödiant ein populärer polnischer Schauspieler.

## Filmografie (Auswahl)
- 1960: Die Kreuzritter (Krzyżacy)
- 1974: Sintflut (Potop)

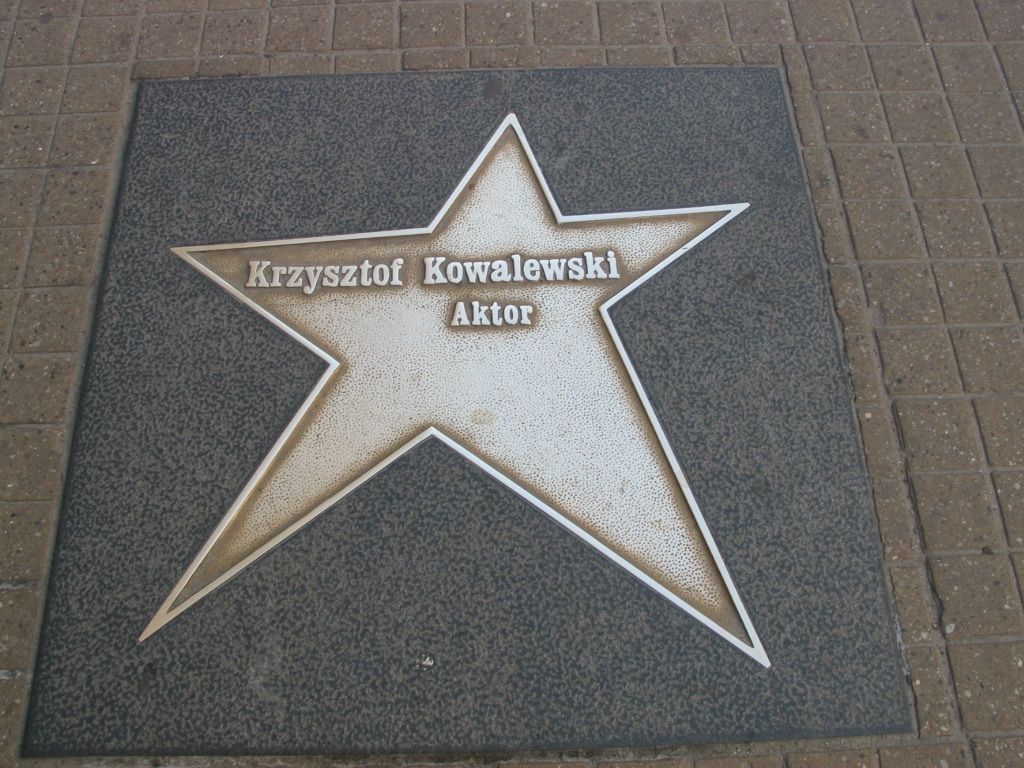
Kowalewskis Stern auf dem Walk of Fame in Łódź

- 1976: Der Brünette erscheint am Abend (Brunet wieczorową porą)
- 1978: Was tust du mir, wenn du mich fängst? (Co mi zrobisz, jak mnie złapiesz?)
- 1979: Kung-Fu
- 1981: Miś
- 1982: Die Notlösung (Wyjście awaryjne)
- 1985: Die Kinder vom Mühlental (Urwisy z Doliny Młynów)
- 1986: Die Komödiantin (Komediantka)
- 1989: Janna (Janka)
- 1991: Leben für Leben – Maximilian Kolbe (Życie za życie: Maksymilian Kolbe)
- 1991: Rozmowy kontrolowane
- 1995: Nic śmiesznego
- 1996: Die Verwandlungsmaschine (Maszyna Zmian) (Fernsehserie, Folge 10, Der Papa im Ohr)
- 1997: Nocne Graffiti
- 1999: Mit Feuer und Schwert (Ogniem i mieczem)
- 1999: Alle meine Lieben (Vsichny moji bliczi)
- 2000: Operacja Koza
- 2001: W pustyni i w puszczy
- 2003: König Ubu (Ubu król)
- 2004: Nigdy w życiu!
- 2007: Ryś